# Dinamo Moscú
El Dinamo Moscú (en ruso: Динамо Москва) es un club polideportivo ruso de la ciudad de Moscú. Fundado por Felix Dzerzhinsky el 18 de abril de 1923 en la Unión Soviética, el Dynamo de Moscú fue la primera institución creada a partir del Club Deportivo Dinamo de toda la Unión, y la única que sigue conectada al antiguo Dynamo.
A lo largo de su larga historia, la sociedad ha producido deportistas de élite como Galina Gorójova, Lev Yashin, Mijaíl Voronin, Vitali Davydov, Maria Isakova y Liudmila Turíshcheva entre otros. Más de 1500 atletas, entrenadores y empleados del club han recibido premios estatales, y sus deportistas han ganado más de 300 medallas de oro en los Juegos Olímpicos.
Los equipos que forman el Dinamo de Moscú son:
- FC Dinamo Moscú, equipo de fútbol
- HC Dinamo Moscú, equipo de hockey hielo
- MBC Dinamo Moscú, equipo masculino de baloncesto
- MFK Dinamo Moscú, equipo de fútbol sala
- ŽBK Dynamo Moscú, equipo femenino de baloncesto
- VK Dinamo Moscú, equipo masculino de voleibol
- VC Dinamo Moscú femenino, equipo femenino de voleibol
- Dinamo Moscú (waterpolo), equipo de waterpolo

## Deportistas

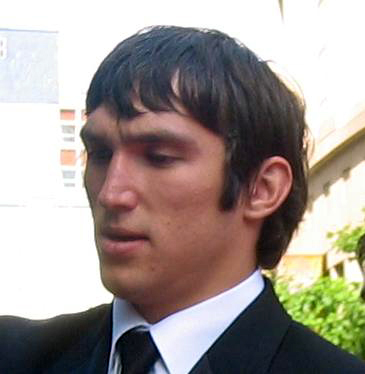
Aleksandr Ovechkin
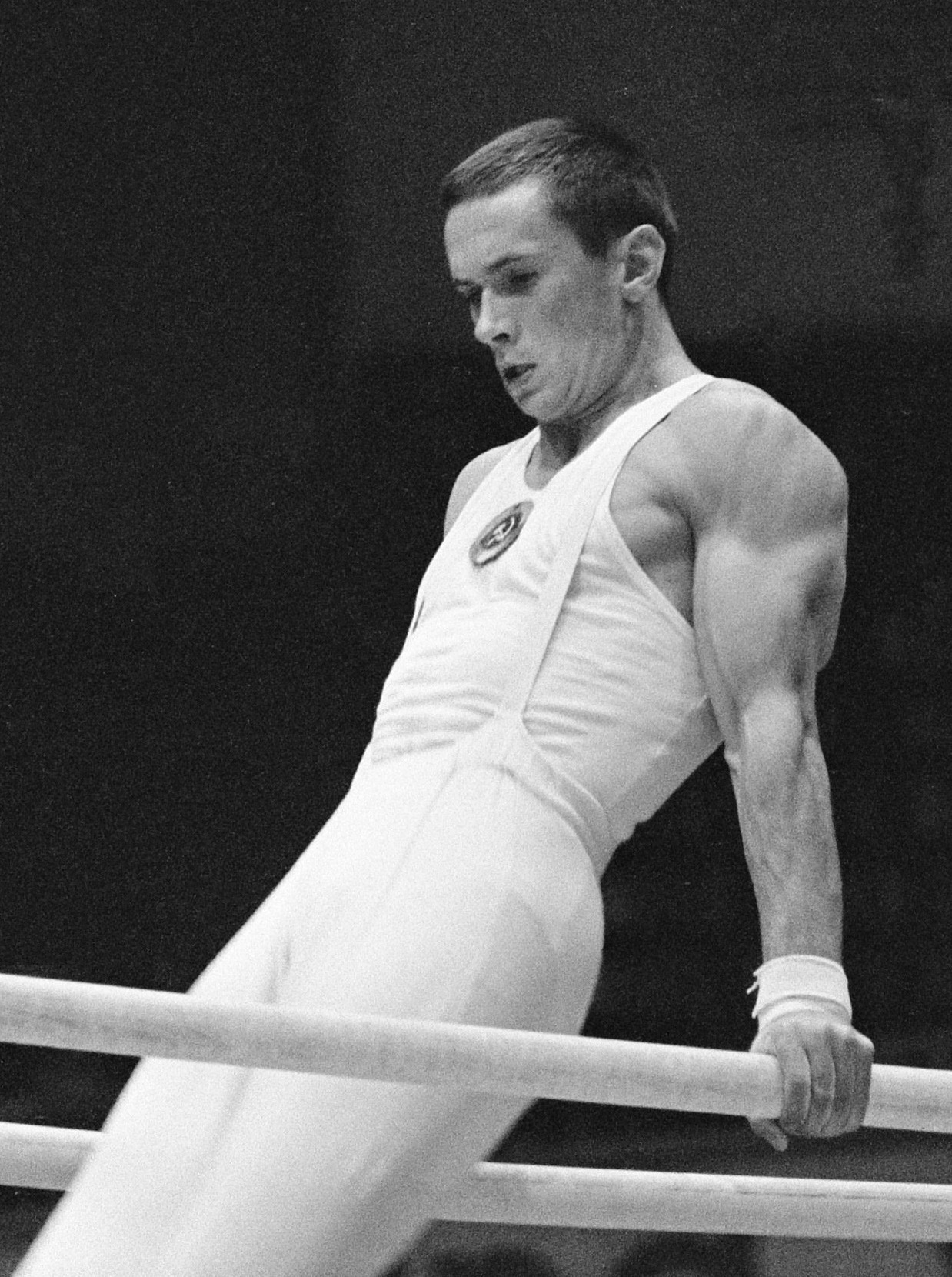
Mijaíl Voronin
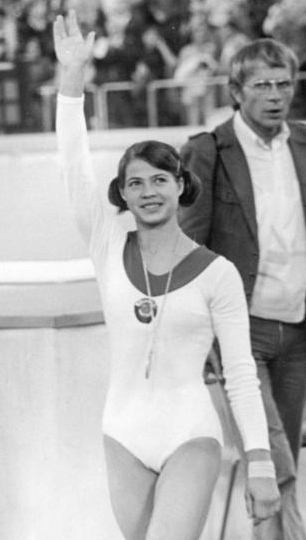
Liudmila Turíshcheva
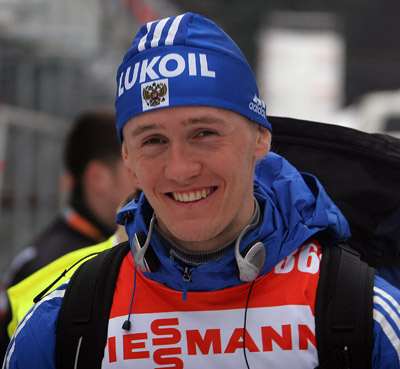
Nikita Kriukov
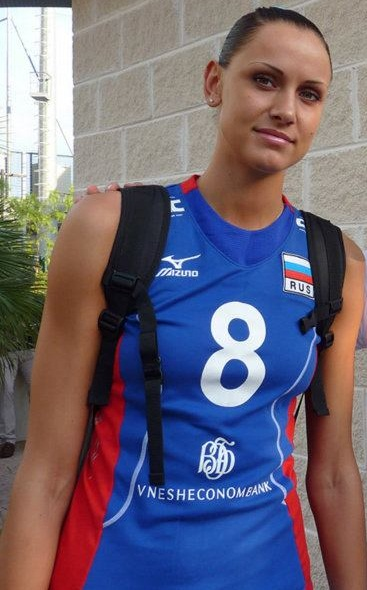
Natalia Obmochaeva
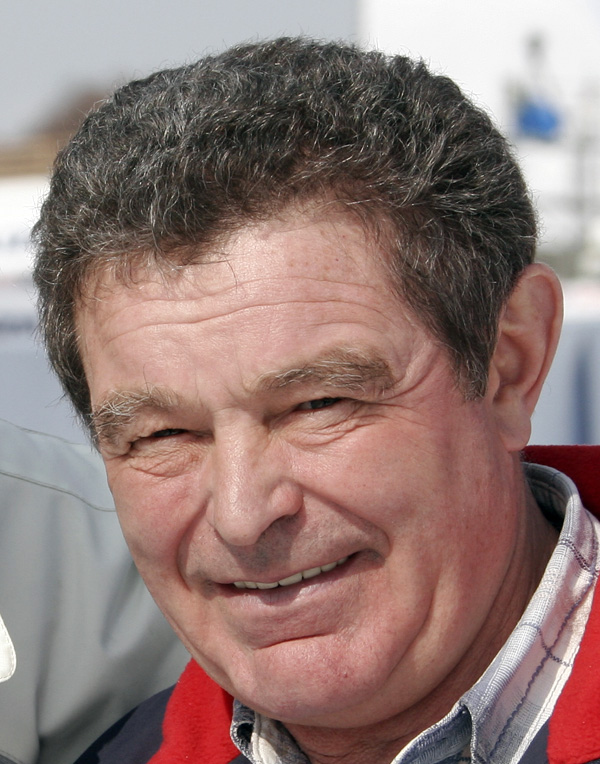
Viacheslav Vedenin
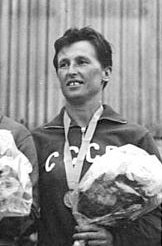
Ninel Krutova
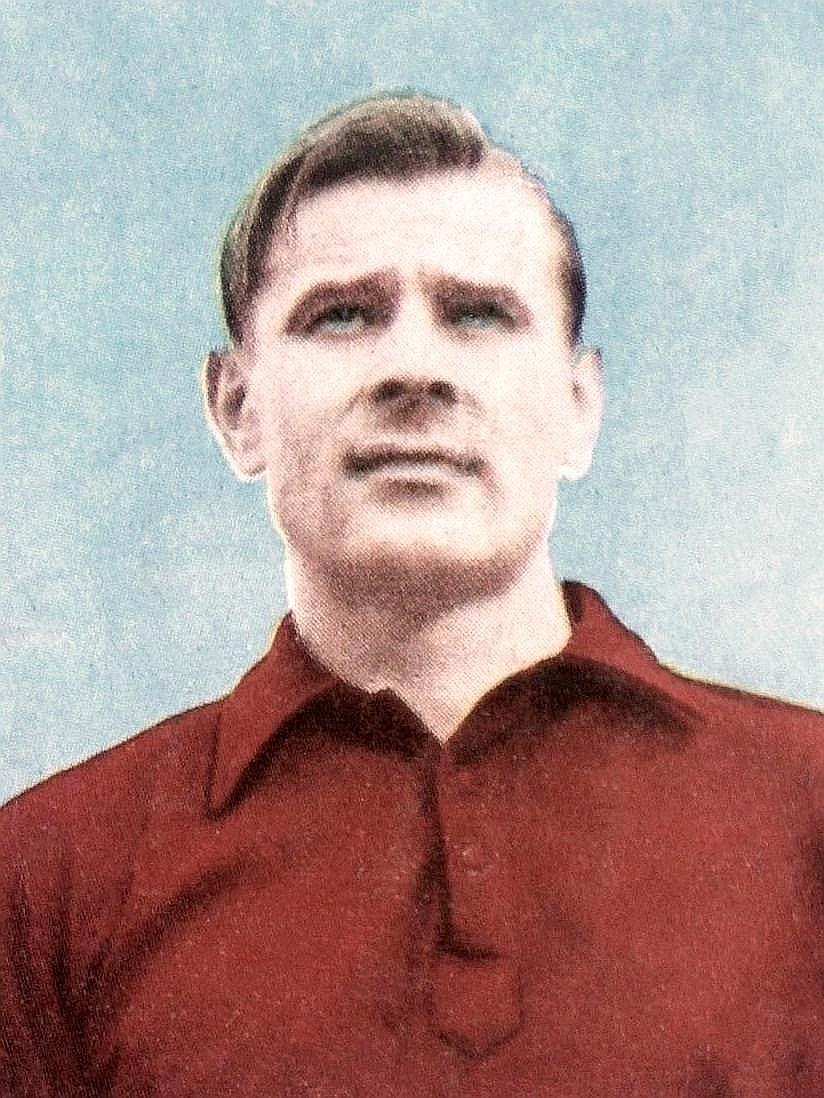
Lev Yashin